# 1956年大韓民國總統選舉
1956年5月15日，韩国举行了第3届大韓民國總統選舉和第4届大韓民國副總統選舉。選舉結果，自由黨李承晩擊敗其他候選人當選韩国總統，民主党张勉则当选韩国副總統。

## 相關資料
1. ↑  Nohlen, D, Grotz, F & Hartmann, C (2001) Elections in Asia: A data handbook, Volume II, p420 ISBN 0-19-924959-8